# Curth Flatow
Curth Flatow (9 de enero de 1920 – 4 de junio de 2011) fue un dramaturgo, guionista y actor alemán.

## Biografía
Nacido en Berlín, Alemania, sus padres eran el humorista y conferenciante Siegmund Flatow y la cantante Alwine Kiekebusch. Finalizada su formación de secundaria, completó un aprendizaje comercial en la industria de la confección, trabajando más adelante como vendedor e ilustrador de moda. En 1945 fundó el grupo berlinés de cabaret Die Außenseiter, y actuó en el Kabarett der Komiker.
Tuvo su primer éxito como dramaturgo con la revista Melodie der Straße (1947), que escribió con Bruno Balz. En las siguientes décadas se confirmó como un exitoso autor de teatro de bulevar, escribiendo más de 20 piezas del género. Entre sus mayores éxitos figuran Das Fenster zum Flur (1960), interpretada por Rudolf Platte y Inge Meysel, y escrita junto a Horst Pillau, y que tuvo más de 120 representaciones. También escribió Vater einer Tochter (1966) y Der Mann, der sich nicht traut (1973), textos interpretados por Georg Thomalla en su adaptación a la pantalla. Su comedia de bulevar Das Geld liegt auf der Bank (1968) superó las 500 representaciones en el berlinés Teatro Hebbel.
Además de su trabajo teatral, estuvo activo en el cine, la radio y la televisión desde 1950. Finalizada la Segunda Guerra Mundial había conocido a Hans Rosenthal en la emisora radiofónica Rundfunk im amerikanischen Sektor, naciendo una buena amistad entre ambos. Flatow escribió varias series para Rosenthal, siendo una de ellas Dalli Dalli. De su novela Ich heirate eine Familie surgió una serie televisiva con el mismo título, protagonizada por Thekla Carola Wied y Peter Weck y emitida por la ZDF. 

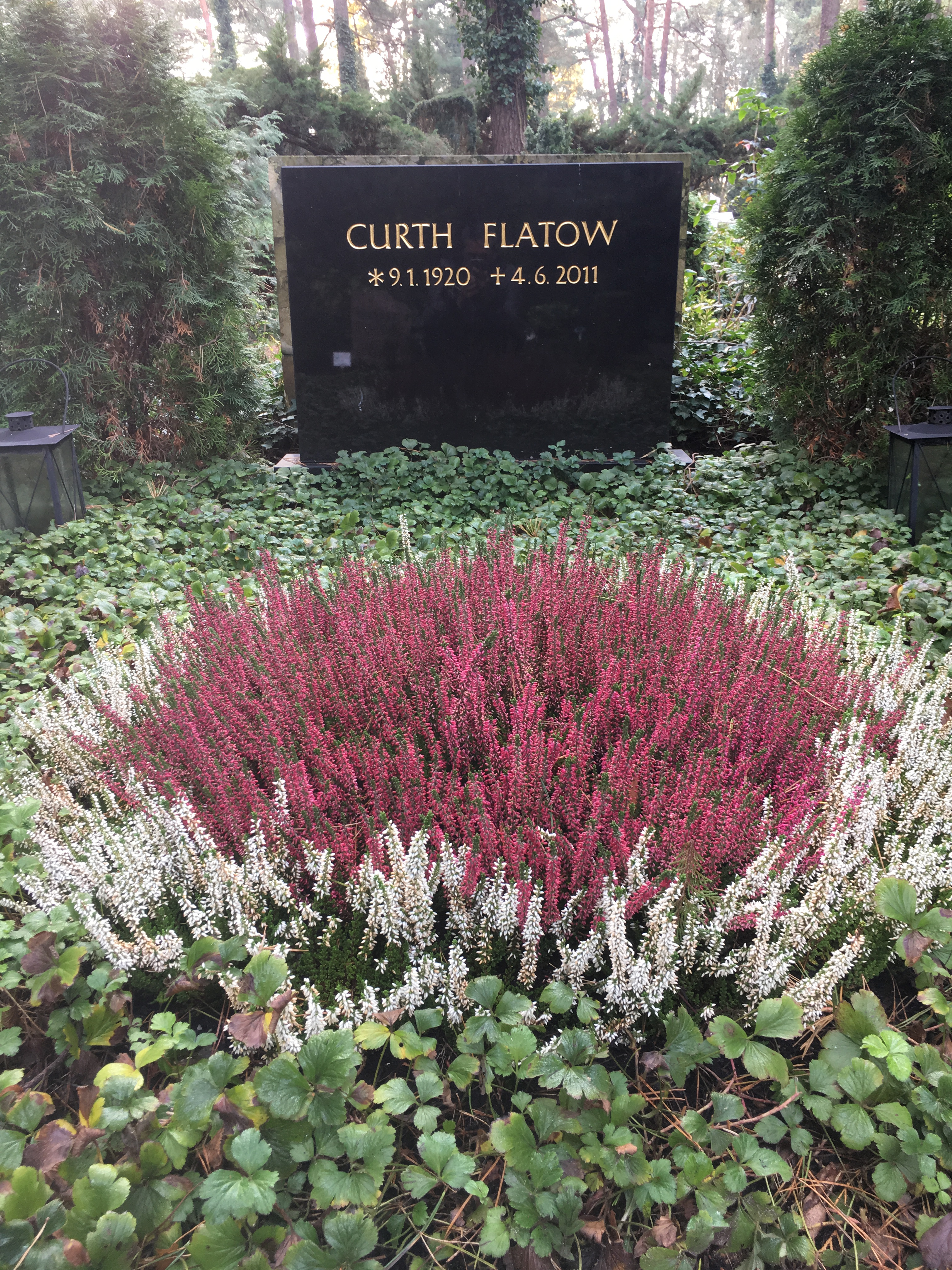
Tumba de Curth Flatow

Desde 1967 fue presidente de la Sociedad de Dramaturgos y miembro de varios comités de GEMA durante varios años. En 1980 fue honrado con la Cruz al mérito de la  Orden del Mérito de la República Federal de Alemania, y en 1992 el Senado de Berlín le concedió el título de Profesor Honorario. Publicó una autobiografía en el año 2000, Am Kurfürstendamm fing’s an.
Curth Flatow falleció en Berlín, donde vivía con su segunda esposa, Brigitte Werner, en el año 2011. Fue enterrado en el Cementerio de Dahlem, siendo su tumba una de la lista de tumbas honorarias del Estado de Berlín. Conserva su patrimonio la Academia de las Artes de Berlín.

## Obra (selección)
- Der Mann, der sich nicht traut (Teatro)
- Durchreise (Teatro)
- Zweite Geige (Teatro)
- Das Fenster zum Flur (obra teatral adaptada al cine como Ihr schönster Tag y Im Parterre links, escrita con Horst Pillau)
- Meine Tochter und ich (Vater einer Tochter) (Teatro y adaptación cinematográfica)
- Keine Ehe nach Maß (Teatro)
- Romeo mit grauen Schläfen (Teatro)
- Am Kurfürstendamm fing’s an. Erinnerungen aus einem Gedächtnis mit Lücken, Langen Müller, Múnich
- Con Michael Schäbitz, Paul Spiegel: Hans Rosenthal. Deutschlands unvergessener Quizmaster; bewusster, stolzer Jude. Fundación Nueva Sinagoga Berlín – Centrum Judaicum, Editorial Hentrich & Hentrich, Teetz 2004, ISBN 3-933471-73-7

### Radio
- 1949 : Beinahe friedensmäßig (también voz), dirección de Ivo Veit (Rundfunk im amerikanischen Sektor Berlin)

## Filmografía (como guionista, a menos que se indique lo contrario)
- 1947 : Herzkönig (actor)
- 1950 : Wenn Männer schwindeln
- 1951 : Schwarze Augen
- 1951 : Eva im Frack
- 1952 : Der keusche Lebemann
- 1953 : Das Nachtgespenst
- 1953 : Hollandmädel
- 1953 : Der Onkel aus Amerika
- 1954 : Fräulein vom Amt
- 1955 : Liebe, Tanz und 1000 Schlager
- 1955 : Wie werde ich Filmstar?
- 1956 : Ein Mann muß nicht immer schön sein
- 1957 : Heute blau und morgen blau
- 1957 : Das einfache Mädchen
- 1957 : Kindermädchen für Papa gesucht
- 1957 : Die Unschuld vom Lande
- 1957 : Und abends in die Scala
- 1958 : Der Pauker
- 1958 : Ihr 106. Geburtstag
- 1959 : Der lustige Krieg des Hauptmann Pedro
- 1959 : Was eine Frau im Frühling träumt
- 1959 : Hier bin ich – hier bleib ich
- 1960 : Der Gauner und der liebe Gott
- 1960 : Sabine und die 100 Männer
- 1960 : Das Fenster zum Flur (telefilm)
- 1960 : Ich zähle täglich meine Sorgen
- 1961 : Die Rückblende
- 1961 : Ihr schönster Tag
- 1961 : Wie einst im Mai (telefilm)
- 1963 : Meine Tochter und ich
- 1965 : Die eigenen vier Wände (telefilm)
- 1966 : Vater einer Tochter (telefilm)
- 1966 : Ganovenehre
- 1966–1968 : Gertrud Stranitzki (serie TV, 13 episodios)
- 1967 : Das kleine Teehaus (telefilm)
- 1969 : Die Hochzeitsreise
- 1969/1970 : Ida Rogalski (serie TV, 13 episodios)
- 1970/1971, 1978, 1990, 2004 : Das Geld liegt auf der Bank (telefilm)
- 1973 : Kinderheim Sasener Chaussee (serie TV)
- 1973 : So'n Theater (telefilm)
- 1974 : Preussenkorso Nr. 17 (telefilm)
- 1975 : Lichtspiele am Preussenkorso (miniserie)
- 1976 : Der Mann, der sich nicht traut (telefilm)
- 1977 : Preussenkorso 45–48 (telefilm)
- 1978 : Ein Mann für alle Fälle (miniserie)
- 1979 : Vater einer Tochter (telefilm)
- 1982 : Schuld sind nur die Frauen (telefilm)
- 1983–1986 : Ich heirate eine Familie (serie TV, 14 episodios)
- 1985 : Durchreise – Die Geschichte einer_Firma (telefilm)
- 1986 : Abschiedsvorstellung (telefilm)
- 1988 : Romeo mit grauen Schläfen (telefilm)
- 1990 : Willi – Ein Aussteiger steigt ein (telefilm)
- 1993 : Durchreise – Die Geschichte einer Firma (miniserie)
- 1996 : Ein gesegnetes Alter (telefilm)

## Premios
- 1963 : Premio del gobierno federal por su trabajo como guionista
- 1978 : Premio Goldene Nadel de la Asociación de Dramaturgos
- 1980 : Cruz al mérito en cinta de la  Orden del Mérito de la República Federal de Alemania
- 1984 : Verleihung der Goldenen Kamera al mejor guionista
- 1985 : Premio Telestar
- 1990 : Premio Heinrich Bolten Baeckers de la Fundación GEMA
- 1992 : Profesor Honorario de la ciudad de Berlín
- 1999 : Cruz al mérito de primera clase de la  Orden del Mérito de la República Federal de Alemania